# Munida valida
Munida valida är en kräftdjursart som beskrevs av Sidney Irving Smith 1883. Munida valida ingår i släktet Munida och familjen trollhumrar. Inga underarter finns listade i Catalogue of Life.